# Один (Цілком таємно)
Один (англ. Alone) — 19-й епізод восьмого сезону серіалу «Цілком таємно». Епізод не належить до «міфології серіалу» — це монстр тижня. Прем'єра в мережі «Фокс» відбулася 6 травня 2001 року.
У США серія отримала рейтинг Нільсена, рівний 7.5, це означає — в день виходу її подивилися 12.7 мільйона глядачів.

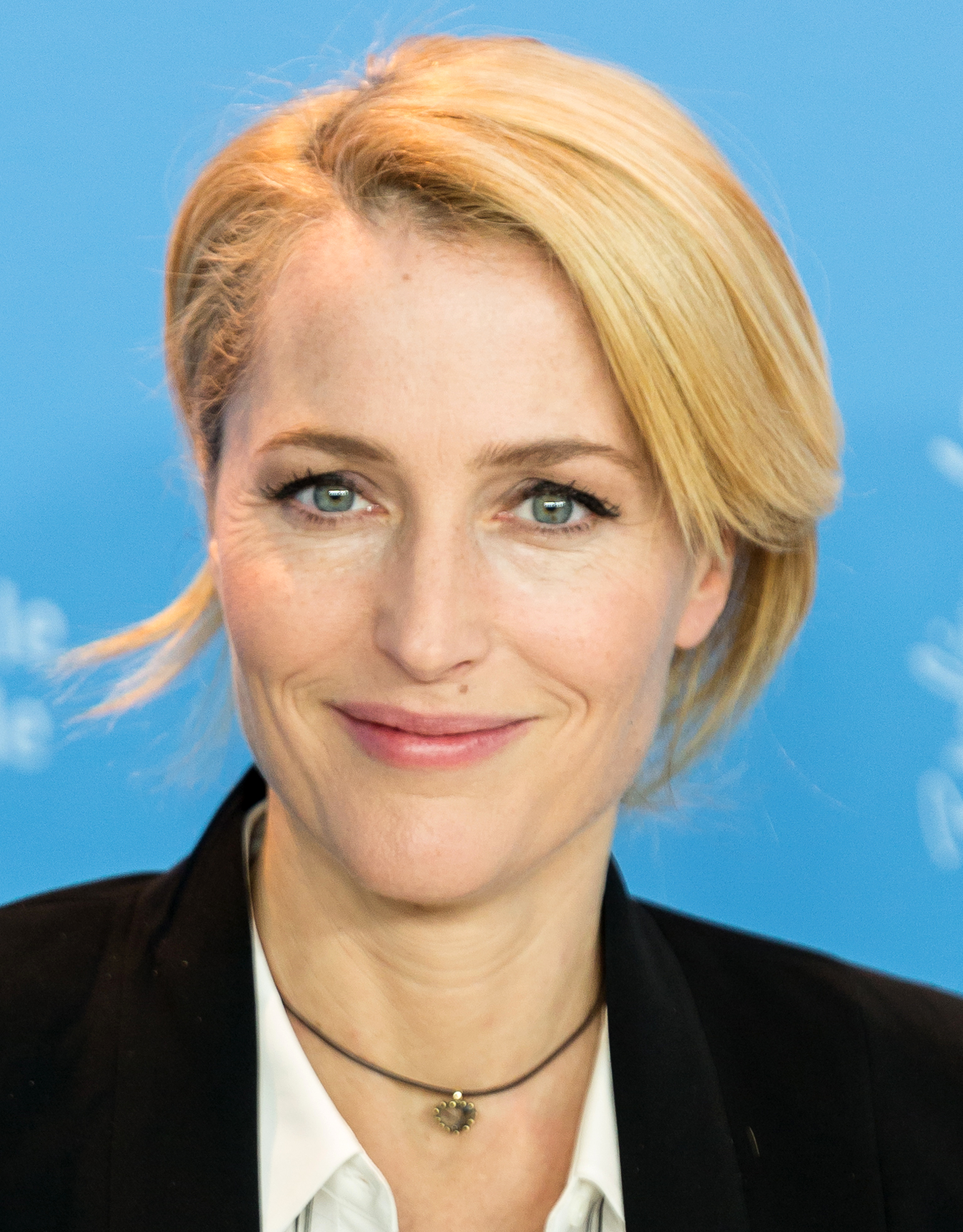

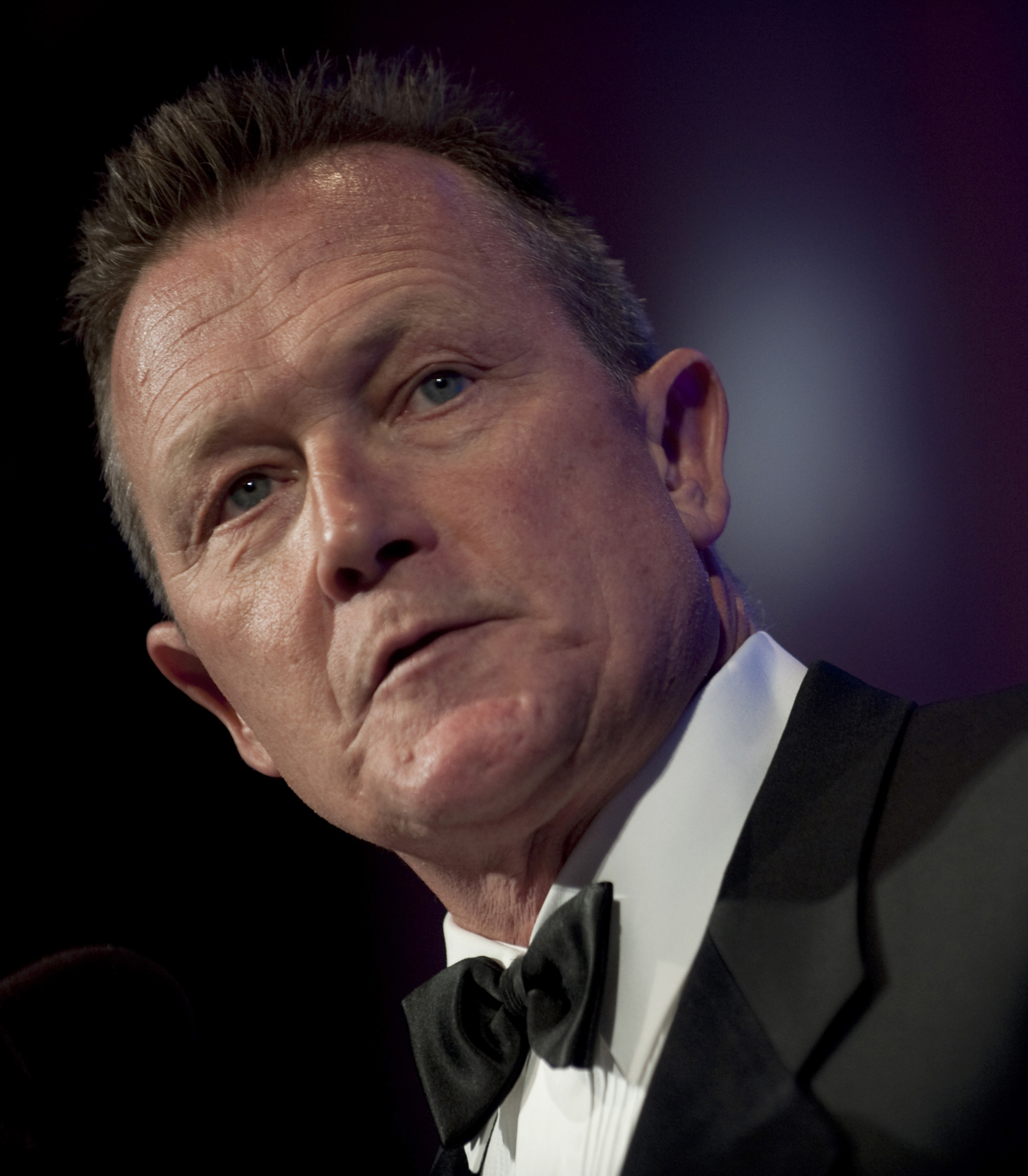

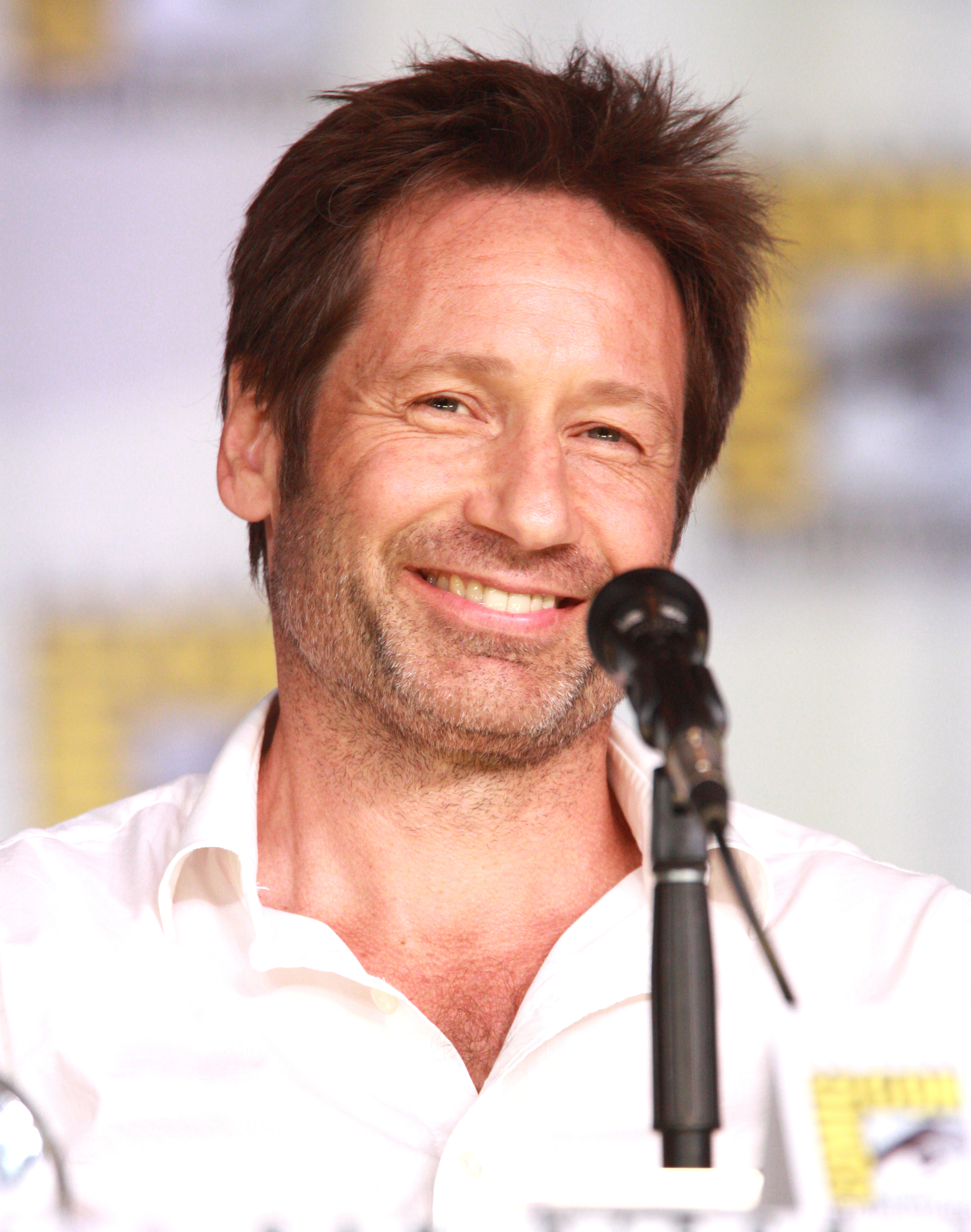

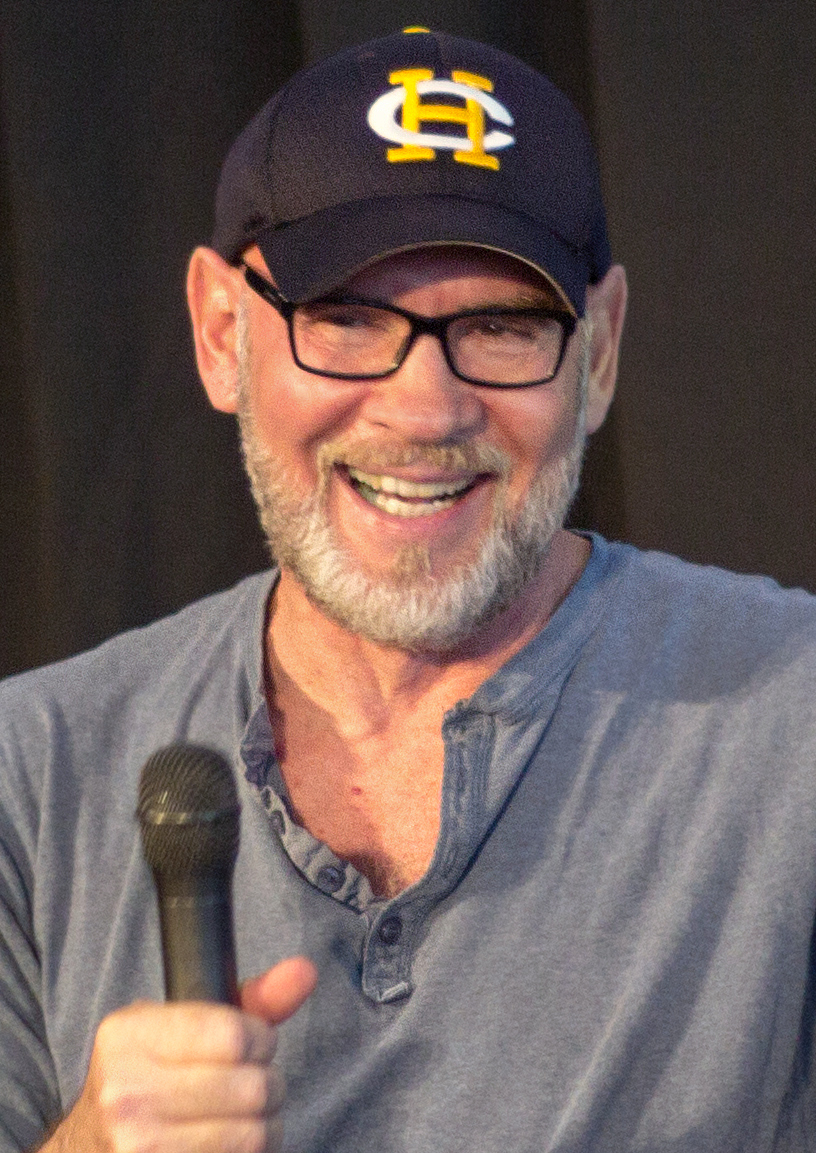

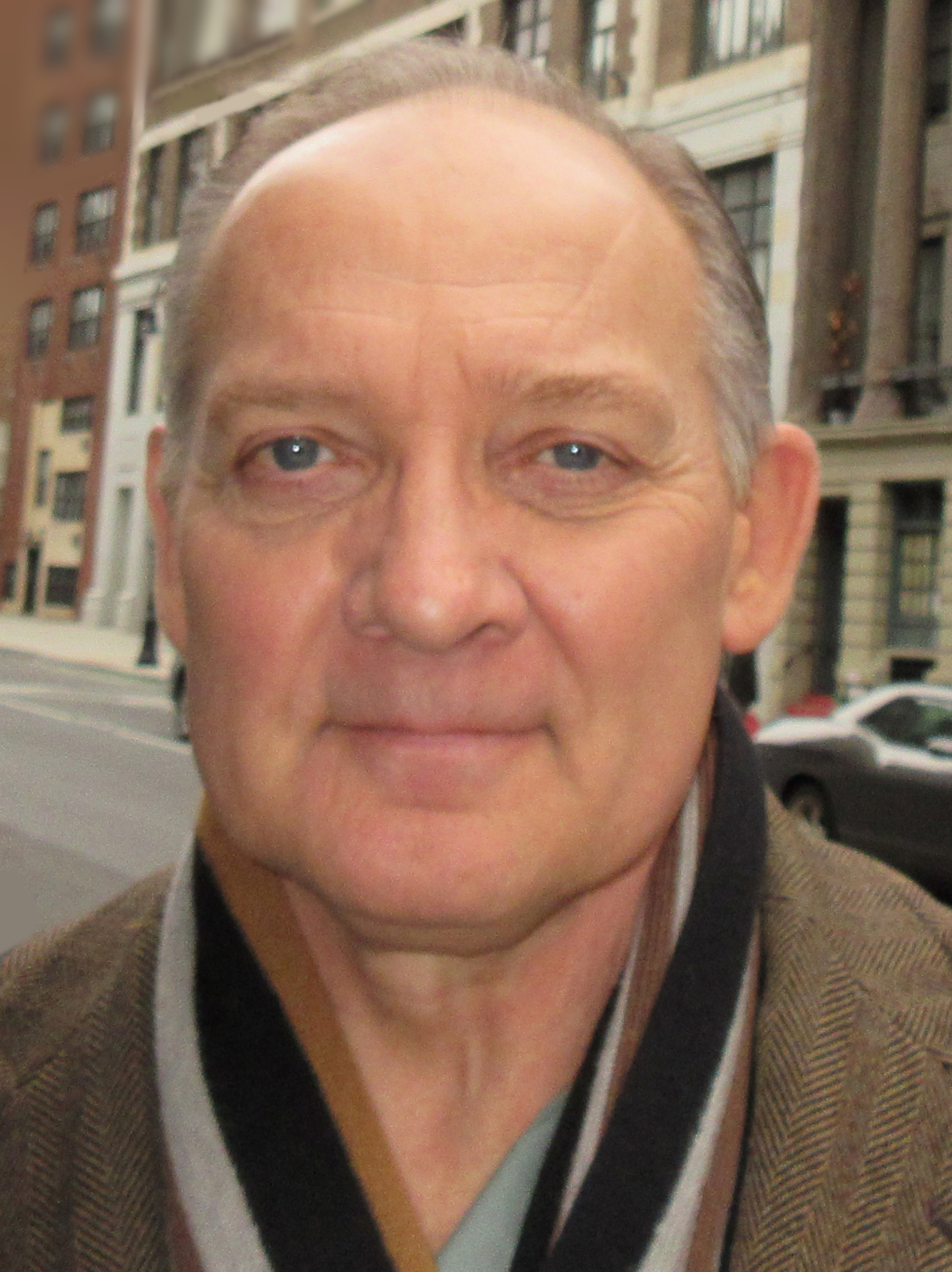

Скаллі йде у відпустку для догляду за дитиною, і Доггетту призначають нову напарницю: молоду ентузіастку Лейлу Гаррісон, яка знає все про «Секретні матеріали». Фанатизм агентки Гаррісон щодо Малдера і Скаллі не подобається Доггетту, і він навчає напарницю кільком речам. Але незабаром вони обидва пропадають, і Малдер, кинувши все, прямує на пошуки.

## Зміст
Істина поза межами досяжного
В Еллікотті (штат Нью-Йорк) син приїздить до батька Арлена Сакса, який перебуває у інвалідному візку і дуже боїться якогось Стайца. Коди син йде на кухню, батько чує якесь шелестіння. Арлен Сакс убитий невідомою істотою, яка розпилює отруту на своїх жертв, а його син Гері пропав безвісти. У той же час в штаб-квартирі ФБР Дейна Скаллі, готуючись до пологів, упаковує свої речі в архіві «Цілком таємно». Вона знаходить перехрещені монети, ошийник пса Квіквека й медальйон в пам'ять про політ Аполлона-11, який подарував на її день народження Фокс Малдер. Скаллі дає Джону Доггетту медальйон, пояснюючи, що він символізує командну роботу. При відході Дейна геть не впевнена у своєму поверненні до відділу. Джон чує кроки в коридорі і з щирою радістю йде до Скаллі, яка — як він вважає — повернулася. Але це приходить Лейла Гаррісон і каже Доггетту, що вона його нова партнерка. Їм доручено розслідувати дивне вбивство Сакса.
На місці злочину Доггетт знаходить сліди слизу, які відправляють до лабораторії ФБР для аналізу. Гаррісон на попередній роботі працювала в бухгалтерії і обробляла витрати на відрядження Малдера й Скаллі в «Секретних матеріалах» — таким чином отримала енциклопедичні знання про їхні розслідування. Ідучи лісистою стежкою від місця злочину, Доггетт знову знаходить слиз — і Гаррісон в захопленні пригадує попередні справи відділу. Агенти натрапляють на особняк і пробираються всередину. Дивна істота, що чіпляється за стіну, таємно спостерігає за кожним їхнім рухом. Тим часом Фокс допомагає Дейні зібратися до лічниці — Скаллі ділиться з ним своїми сумнівами щодо свого відходу з роботи й що вона відчуває себе дезертиром. Доггетт виявляє дослідження, повне біологічних журналів і копію книги антрополога Річарда Лікі «Шосте вимирання». Він дістає пістолет, відчуваючи, що щось не так. Знайшовши Гаррісон в коридорі, він доручає їй розташуватися за межами будинку, поки Доггетт намагається знайти істоту. Через кілька хвилин після того, як Доггетт вказує Гаррісон стояти на сторожі, він чує постріли. Вибігаючи на вулицю, він не може знайти Гаррісон ніде у дворі. Джон йде далі і провалюється через люк на передньому краю галявини.
Загін ФБРівців і поліції під керунком Скіннера розгукують зниклих агентів. Під час розтину Скаллі правильно приходить до висновку, що Сакс був осліплений отрутою рептилій. Тим часом Доггетт і Гаррісон, потрапивши в старий бутлегерський тунель під територією особняка, зустрічаються з істотою і обприскуються отрутою, яка тимчасово осліплює їх. Агенти в підземеллі знаходять Гері, який вкрай потребує медичної допомоги. Помітивши відсутність агентів, Малдер обшукує територію навколо особняка в пошуках підказок, знаходить медальйон і зустрічає власника Германа Стайтса, який називає себе біологом. Малдер незабаром залишає цей район. Коли Стайтс помічає, що Доггетт збирається втекти з тунелів, то збиває його назад. Стайтс закриває ляду на вході в тунель; Джон наказує Гарріс лищатися з Гері а сам рушає шукати вихід з тунелю. Однак Шері вже нема на тому місці де він лежав. Малдер чекає в своїй машині на під'їзд Стайтса до темряви, розповідаючи Скаллі, що знайшов медальйон «Аполлона-11» поблизу маєтку і переконаний, що Доггетт десь поблизу. Агенти в підземеллі пробираються у пошуках виходу, коли Доггетт чує плямкання і стріляє по бенкетуючій істоті; та по стінах вибирається і зникає. Скаллі отримує підтвердження щодо теорії Малдера і телефонує йому; науковець — криптобіолог і спеціалізується на генетиці рептилій. Фокс помічає істоту і переслідує її до особняка, де вона піднімається на другий поверх по стіні. В будинку саламандроподібна істота приймає подобу Стайца. Малдеру відчиняє Стайц і агент намагається добитися від науковця відповіді щодо зниклих агентів. Малдер із науковцем спускається у тунелі, де зустрічає Доггетта і Гаррісон. Гарріс здогадується — науковець і є тією істотою. З наближенням істоти, Малдер каже ще трохи зрячому Доггетту відкрити вогонь по ньому за його командою. Осліплений Доггетт стріляє в істоту, коли вона стрибає на Малдера; потім померла істота перетворюється на Стайтса.
Пізніше Скаллі і Малдер зустрічаються в лікарні з Доггеттом, який повністю видужав. Він каже їм, що Гаррісон також повністю одужає, але що вона переводиться з «Секретних матеріалів». Малдер намагається подарувати Доггетту медальйон «Аполлона-11», але Джон наполягає на тому, щоб замість нього він був подарований Гаррісон. Потім Малдер і Скаллі разом представляють його Гаррісон, який із благоговінням приймає його. Гаррісон запитує агентів — як вони свого часу вибралися з Антарктиди без палива; Фокс і Дейна починають дружньо пересварюватися. Джон Доггетт іде у відділ «Цілком таємно» один.

## Зйомки
Епізод був написаний Френком Спотніцем і став його режисерським дебютом. Через роботу як сценариста, так і режисера Спотніц пізніше зазначив, що під час зйомок епізоду було важко досягти досконалості. Однак зауважив, що як сценарист і режисер він володів більшим творчим контролем, ніж зазвичай. Спочатку Спотніц не планував знімати епізод, але його заохотив зробити це Девід Духовни. Духовни нагадав Спотніцу, що це буде останній окремий епізод-«монстр тижня» з персонажем Фоксом Малдером. Після того, як виробництво та зйомки були завершені, чорнова версія вийшла довше стандарту, і щоб компенсувати цей час, під час остаточного монтажу були вирізані різні частини. Роберт Патрік був дуже задоволений роботою Спотніца, заявивши: «Ви говорите про неймовірно розумних людей, і вони дуже охоче дозволили вам, як художнику, дізнатися, що намагаються зробити з цією роллю. Чудове середовище для роботи».
Для епізоду Джилліан Андерсон була зображена як член архіву «Цілком таємно», оскільки наступний сезон буде зосереджений на «нових» «Цілком таємно» на чолі з Доггеттом і Рейєс. Через цю зміну Спотніц назвав «Один» останнім із «старих окремих епізодів X-Files». Як і в багатьох інших епізодах, Духовни не хотів, щоб у його персонажа були відповіді на всі питання, оскільки це виглядало б для нього занадто легко. Пізніше Духовни та Спотніц довго обговорювали, як видалити сцени або змінити їх. На жаль, оскільки ця частина була останньою окремою, у якій фігурував персонаж Фокса Малдера, Духовни «не так піклувався, як звичайно, про створення таємниці» для епізоду.
Волтер Скіннер з'явився в епізоді тому, що Спотніц хотів отримати шанс зняти момент, в якому зображений цей персонаж. Однак, оскільки епізод був з надлищковим часом, Спотніц в підсумку відредагував переважну більшість своїх більш «видатних» сцен. Крім того, інший розділ, який був написаний за сценарієм, але в кінцевому підсумку вирізаний — це сцена між Андерсоном і Духовни. Роль Джолі Дженкінс — вона грала Лейлу Гаррісон, була створена і названа в пам'ять однойменної інтернет-активістки «X-Files» і авторки фанфіків, яка померла від раку 10 лютого 2001 року. Образ Дженкінс Спотніц «вивів з Клінта Іствуда і Роберта Патріка». Виступ Дженкінс Спотніц назвав «майже досконалістю» — під час аудіокоментаря до цього епізоду.
Через великі знання Гаррісон про «Секретні матеріали», епізод містить багато посилань на попередні серії. Переглядаючи шухляду свого столу, Скаллі знаходить перехрещену монету із «Країни мрій»; медальйон «Аполлон-11», який подарував їй Малдер в «Темпус Фугіт»; і ярлик її собаки Квіквега, який їй дали в «Останньому відпочинку Клайда Бракмана». Під час розслідування Гаррісон згадує мутанта, який харчується печінкою, виробляв жовч і помер під ескалатором, посилаючись на Юджина Віктора Тумса — з'являвся в епізодах «Вузький» і «Тумс». Інопланетяни, які скидають шкіру і залишають після себе слід, схожий на слиз — посилання на чужоземця з «Початку». Підземні істоти у Флориді, які забирали людей під землю, показано в «Об'їзді». Під час пошуку в будинку Стайтса Доггетт знаходить книгу під назвою «Шосте вимирання» — потенційне посилання на однойменний епізод сьомого сезону. У фінальній сцені епізоду Гаррісон запитує Малдера, як йому і Скаллі вдалося повернутися до Америки після втечі з космічного корабля в Антарктиді — посилання на подію, яка сталася в кінці художнього фільму «Секретні матеріали».

## Показ і відгуки
«Один» дебютував у США на каналі «Fox» 6 травня 2001 року. Цей епізод отримав рейтинг Нільсена 7,5, що означає — його бачили 7,5 % домогосподарств країни. Серію переглянули 7,56 мільйона домогосподарств і 12,7 мільйона глядачів. 14 червня 2001 року прем'єра епізоду відбулася у Великій Британії та Ірландії на «Sky One» і зібрала 480 000 глядачів.
Епізод був зустрінутий змішаними або позитивними відгуками. Зак Гендлен з «The A.V. Club» присудив йому оцінку «A–», і тішився за очевидну енергію Духовни, що знову зіграв в серіалі. Однак Гендлен відчував — «відвертість» епізоду призвела до того, що багато сцен видавалися занадто напруженими або «натягнутими». «Телебачення без жалю» поставило епізоду рейтинг B–, але трохи розкритикувало те, як «Фокс» використовував Духовни, сардонічно написавши: «Мені невідомо, чи ви знаєте про це, але Девід Духовни знявся у „Секретних матеріалах“. Ви це знали? Тому що вони дійсно тримали це в секреті у „Fox“».
Роберт Ширман і Ларс Пірсон у книзі «Хочемо вірити — критичний путівник з Цілком таємно, Мілленіуму та Самотніх Стрільців» оцінили епізод в 3.5 зірки з п'яти і назвали його «вправою з ностальгії». Оглядачі назвали епізод зворушливим і зазначили, що багато жартів у сценарії, наприклад, коли Гаррісон запитувала агентів, як вони повернулися з Антарктиди, були дуже смішними. Проте Ширман і Пірсон трохи розкритикували, як були представлені «Секретні матеріали», зазначивши, що ця серія була «досить стриманою банальною справою». Том Кессеніч у книзі «Екзаменації» надав епізоду позитивну рецензію, написавши: «Секретні матеріали» не врегульовані, але «Один» послужив приємним нагадуванням про те, що було раніше і чому подорож до цього моменту, здебільшого, була такою чудовою".
Не всі відгуки були позитивними. Пола Вітаріс з «Cinefantastique» надала епізоду в значній мірі негативний відгук і відзначила його 1 зіркою з чотирьох. Вона висміяла сюжет, написавши: «Чому? Хто знає? Кого це хвилює?» Вітаріс також розкритикувала включення фандому в епізод і припустила, що деякі запитання, які задавала Гаррісон, мали на меті «висміяти» «фанські запитання».

## Знімалися
| Актор             | Роль              |
| ----------------- | ----------------- |
| Девід Духовни     | Фокс Малдер       |
| Роберт Патрік     | Джон Доггетт      |
| Джилліан Андерсон | Дейна Скаллі      |
| Мітч Піледжі      | Волтер Скіннер    |
| Джолі Дженкінс    | Лейла Гаррісон    |
| Джей Капуто       | Людина-саламандра |
| Зак Греньє        | Герман Стайц      |
| Джеймс Отіс       | Арлен Сакс        |